# Piero Schlesinger
Piero Schlesinger (Napoli, 19 maggio 1930 – Milano, 14 marzo 2020) è stato un giurista e banchiere italiano.

## Biografia
Piero Schlesinger si laureò in giurisprudenza a Torino. Nel 1956 iniziò la lunga attività accademica all'Università di Urbino e due anni dopo, chiamato direttamente dal rettore e fondatore Padre Agostino Gemelli, si trasferì all'Università Cattolica di Milano dove mantenne per oltre tre decenni la cattedra di diritto privato.
Coniugato con la psicoterapeuta infantile Claudia Artoni (1935-2012), accanto all'impegno accademico svolse sempre l'attività di avvocato e ricoprì importanti incarichi in istituti bancari.
Schlesinger entrò nel consiglio di amministrazione della Banca Popolare di Milano a seguito dell'assemblea dei soci del 14 marzo 1964. Nel 1971 succedette all'Ing. Guido Jarach nella guida dell'istituto, diventandone presidente il 13 marzo e mantenendo la carica fino al 1993, con un brevissimo intermezzo nel biennio 1980-1981 in cui ricoprì l'incarico di presidente dell'Istituto Mobiliare Italiano e venne sostituito da Luigi Frey.
Nel settembre 1982 fu nominato da Giovanni Bazoli (allora a capo del Nuovo Banco Ambrosiano)  presidente de La Centrale Finanziaria Generale che era stata di Roberto Calvi.
Dal 1979 al 1990 fu presidente del "CIRIEC" (Centro italiano di ricerche e d'informazione sull'economia delle imprese pubbliche e di pubblico interesse).
Nel 1996 fu, per poche settimane, consigliere di amministrazione di Gemina.
È morto a 89 anni la sera del 14 marzo 2020 presso il Policlinico di Milano, dove era ricoverato da 10 giorni per aver contratto il virus da COVID-19.

## Opere
- Andrea Torrente e Piero Schlesinger, Manuale di diritto privato, Milano, Giuffrè Editore, nel 2019 la 24ª edizione a cura di Franco Anelli e Carlo Granelli.